# 바다나리아문
바다나리아문( - 亞門, 학명 : Crinozoa)은 극피동물문의 한 아문이다. 이 아문에 속하는 동물들은 방사대칭이며 둥글거나 컵모양의 악부(calyx)가 있고, 완과 완돌기(brachiole)를 갖고 있다. 일생 또는 한동안 자루(stalk)를 가지고 고착하여 산다.
구부(surface)는 위쪽에 있다. 자유유영하는 좌우대칭의 유생단계를 지나 방사대칭의 성체로 변태한다. 화석은 고생대의 캠브리아기 후기로 알려져 있고, 고생대 후기에는 매우 많았다. 바다나리아문에 속하는 대부분은 절멸하였고 화석종이 많으며, 현생종은 모두 바다나리아강에 속한다. 세계적으로 약 5700종이 알려져 있고, 이 중 현생종은 650여 종이다. 대표종으로는 가는발깃갯고사리, 일본깃갯고사리 등이 있다.